# Championnats d'Europe d'aviron 1897
Navigation
Édition précédente Édition suivante
Les championnats d'Europe d'aviron 1897, cinquième édition des championnats d'Europe d'aviron, ont lieu en 1897 à Pallanza, en Italie.